# Hepatită C
Hepatita C este o boală infecțioasă ce afectează în principal ficatul. Infecția cu Virusul hepatitei C (HCV) cauzează această boală. Adeseori hepatita C nu se manifestă prin simptome, dar o infecție cronică poate afecta ficatul iar după o perioadă mai îndelungată poate duce la ciroză sau cancer hepatic. În unele cazuri, persoanele cu ciroză suferă și de insuficiență renală, cancer hepatic. O complicație frecventă a cirozei este hipertensiunea portală, care la rândul ei provoacă anastomeze care permit sângelui să evite trecerea prin ficat; acest lucru producând vene varicoase la nivelul esofagului și  stomacului, ce pot duce la sângerări până la deces.
Hepatita C se transmite la oameni mai ales prin contact direct cu sângele infectat prin administrarea de injecții intravenoase, folosirea echipamentului medical nesteril și transfuzii de sânge sau, posibil, relațiile sexuale neprotejate cu persoane infectate. Estimările arată că între 130–170 milioane de persoane în întreaga lume suferă de hepatită C. Cercetătorii au început studiul virusului hepatic VHC în anii 1970, existența acestuia confirmându-se în 1989.
Infecțiile cronice pot fi vindecate în circa 95% din cazuri cu medicamente antivirale ca sofosbuvir sau simeprevir⁠(d). Peginterferonul⁠(d) și ribavirinul⁠(d) au fost tratamente de generații anterioare cu o rată a vindecărilor sub 50% și cu efecte secundare ample. Accesul la tratamente mai noi poate fi însă costisitor. Persoanele care prezintă ciroză sau cancer hepatic pot avea nevoie de transplant de ficat, dar adesea virusul recidivează după transplant. Nu există vaccin pentru hepatita C.

În 2015 în lume erau circa 143 milioane de persoane (2% din populația mondială) infectate cu hepatită C. În 2013, fuseseră diagnosticate circa 11 milioane de cazuri noi. Incidența cea mai mare este în Africa și Asia Centrală și de Est. În 2015, circa 167.000 de decese de cancer hepatic și 326.000 deaths de ciroză au fost cauzate de hepatita C. Existența hepatitei C – la început identificabilă doar ca hepatită non-A și non-B – a fost sugerată în anii 1970 și demonstrată în 1989. Hepatita C infectează numai oamenii și cimpanzeii.

## Semne și simptome
Hepatita C prezintă simptome acute la doar 15% din cazuri. Cel mai adesea, simptomele sunt ușoare și nespecifice, dintre acestea făcând parte scăderea apetitului alimentar, oboseala, greața, durerile musculare și articulare și scăderea în greutate. Puține dintre cazurile de infecție acută sunt asociate cu icter. Infecția dispare fără tratament la 10-50% din persoane și cel mai adesea la femeile tinere.

### Infecția cronică
Optzeci la sută dintre cei expuși virusului dezvoltă infecție cronică. Majoritatea acestora prezintă simptome minime sau sunt complet asimptomatici în primele decenii de la apariția infecției, cu toate că hepatita C cronică poate fi asociată cu oboseala.  Hepatita C este cauza principală a cirozei și a cancerului hepatic în rândul persoanelor ce poartă infecția timp de mulți ani. Între 10 și 30% dintre persoanele ce poartă infecția timp de peste 30 de ani dezvoltă ciroză. Ciroza apare cu precădere la persoanele infectate cu hepatita B sau cu HIV, la alcoolici și la bărbați. Persoanele ce suferă de ciroză sunt în proporție de douăzeci la sută mai expuse riscului dezvoltării cancerului hepatic, o proporție de 1-3% pe an. În cazul alcoolicilor, riscul este de o sută de ori mai mare. Hepatita C este cauza a 27% dintre îmbolnăvirile de ciroză și a 25% dintre cazurile de cancer hepatic.
Ciroza hepatică poate duce la hipertensiune la nivelul venelor ce se conectează la ficat, acumulare de lichid în abdomen, învinețire sau sângerare la traumatisme minore, dilatarea venelor, în special a celor de la nivelul stomacului și a esofagului, icter (îngălbenirea pielii), și encefalită hepatică.

### Afecțiuni extrahepatice
Hepatita C este rareori asociată și cu sindromul Sjögren (o boală autoimună), număr scăzut al trombocitelor în sânge, afecțiuni cronice ale pielii, diabet zaharat și limfoame non-Hodgkin.

## Cauze
Virusul hepatitei C este un mic virus ARN, încapsulat, monocatenar, cu sens pozitiv. Acesta face parte din genul Hepacivirus⁠(d) al familiei Flaviviridae. Există șapte genotipuri majore ale VHC. În Statele Unite, genotipul 1 este responsabil de 70% din cazuri, genotipul 2 de 20% din cazuri, și fiecare dintre celelalte genotipuri afectează fiecare în proporție de 1%. Genotipul 1 este cel mai răspândit în America de Sud și Europa.

### Transmiterea
Principalul mod de transmitere în țările dezvoltate este administrarea intravenoasă a stupefiantelor ("drogurilor") cu ace și seringi deja utilizate (practica "needle-sharing"). În țările în curs de dezvoltare, principalele căi sunt transfuzia de sânge și procedurile medicale nesigure. În 20% din cazuri, cauza îmbolnăvirii este în continuare necunoscută; dar multe dintre aceste cazuri se datorează, foarte probabil, autoadministrării intravenoase de droguri cu instrumente infectate.

#### Administrarea intravenoasă a stupefiantelor ("drogurilor")
Administrarea intravenoasă a drogurilor prezintă un factor de risc major pentru hepatita C în multe părți ale lumii. Un studiu efectuat în 77 de țări arată că în 25 dintre acestea rata contractării hepatitei C în rândul populației care consumă droguri cu administrare intravenoasă este între 60% și 80%, printre acestea numărându-se și Statele Unite și China. În douăsprezece dintre aceste țări rata depășește 80%. Până la zece milioane de consumatori de stupefiante cu administrare i.v. ajung să fie infectați cu hepatita C; China (1,6 milioane), Statele Unite (1,5 milioane), și Rusia (1,3 milioane) numără cele mai multe cazuri. Rata hepatitei C în rândul deținuților din închisori în Statele Unite este între zece și douăzeci de ori mai mare decât în rândul populației de rând, fapt atribuit, în cadrul acestor studii, comportamentului de mare risc cum ar fi injectarea intravenoasă de droguri și tatuarea, folosindu-se instrumente nesterile.

#### Expunerea în cadrul îngrijirilor medicale
Transfuziile de sânge, produsele de sânge și transplantul de organe fără testarea prealabilă în vederea detectării VHC prezintă un risc mare de infecție. În Statele Unite s-a implementat examenul universal în 1992. De atunci, rata infecțiilor a scăzut de la unu la 200 pe unitate de sânge la unu la 10.000 - 10.000.000 pe unitate de sânge. Acest nivel scăzut al riscului se menține totuși din cauză că există o perioadă de circa 11 - 70 de zile între o posibilă infecție a donatorului de sânge cu hepatita C și depistarea acestuia prin testare serologică. În unele țări examenul de depistare a hepatitei C nu se realizează din cauza costurilor implicate.
O persoană cu o zgârietură cât un vârf de ac cauzată de o persoană cu HCV are în jur de 1,8% șanse să contacteze boala. Riscul este mai mare atunci când se folosește un ac chirurgical și înțepătura este adâncă. Există riscul intrării în contact a mucoasei cu sângele; dar acest risc este mic, și nu există risc în cazul contactului sângelui cu pielea intactă.
Hepatita C se transmite și prin intermediul echipamentului de spital inclusiv prin refolosirea acelor și a seringilor, folosirea repetată a recipientelor pentru medicamente, pungi de perfuzie și prin folosirea echipamentelor medicale nesterile. Standardele de calitate slabă a instrumentelor medicale și dentare sunt cauza principală a transmiterii HCV în Egipt, țara cu cea mai mare rată a infecțiilor din lume.

#### Contactul sexual
Nu se știe dacă hepatita C se poate transmite pe cale sexuală. Deși există asocieri între activități sexuale cu risc înalt și hepatita C, nu este clar exact dacă transmiterea bolii se datorează folosirii de droguri sau însuși contactului sexual. Dovezile sunt în favoarea lipsei riscului pentru cuplurile heterosexuale ce nu întrețin relații extraconjugale. Activitățile sexuale cu risc sunt cele care implică un nivel înalt de traumatism al țesutului interior al canalului anal, precum penetrarea anală, sau cele întreținute pe fondul infecțiilor transmise pe cale sexuală, inclusiv infecția cu HIV sau ulcerația genitală. Guvernul Statelor Unite recomandă doar folosirea prezervativului ca metodă de prevenire a transmiterii hepatitei C în cazul persoanelor cu mai mulți parteneri.

#### Piercing corporal
Tatuarea este asociată cu dublarea sau triplarea riscului de contractare a hepatitei C. Cauza poate fi folosirea echipamentului nesteril sau contaminarea tușului folosit. Tatuarea sau piercingul corporal înainte de mijlocul anilor 1980 sau realizate în mod neprofesional sunt deosebit de îngrijorătoare întrucât standardele calității și condițiile nesterile lasă de dorit. Riscul sporește în cazul tatuajelor mai mari. Aproape jumătate dintre deținuții din închisori folosesc în comun echipament de tatuare nesteril. Rareori tatuarea efectuată în saloanele ce dețin autorizație de funcționare se asociază în mod direct cu o infecție HCV.

#### Contactul cu sângele
Obiectele de îngrijire personală ca aparatul de ras, peria de dinți și setul de manichiură sau pedichiură pot ajunge în contact cu sângele. Folosirea la comun a acestora implică riscul expunerii la HCV. Oamenii ar trebui să aibă grijă la tăieturi și inflamații sau alte forme de sângerare. HCV nu se contractează prin contact ocazional precum îmbrățișarea, sărutul sau folosirea la comun a tacâmurilor sau a ustensilelor de gătit.

#### Transmiterea de la mamă la copil
Hepatita C se poate transmite de la mama ce poartă infecția la copilul ei în mai puțin de 10% din sarcini. Nu există măsuri de prevenire a acestui risc. Boala se poate transmite în timpul sarcinii și în timpul nașterii. O naștere grea și de durată este asociată cu un risc mai mare de transmitere. Nu există dovezi privind transmiterea HCV prin alăptare; totuși, mama infectată ar trebui să evite alăptarea la sân dacă mameloanele⁠(d) sunt fisurate și sângerează, sau dacă încărcătura virală este ridicată.

## Diagnosticul

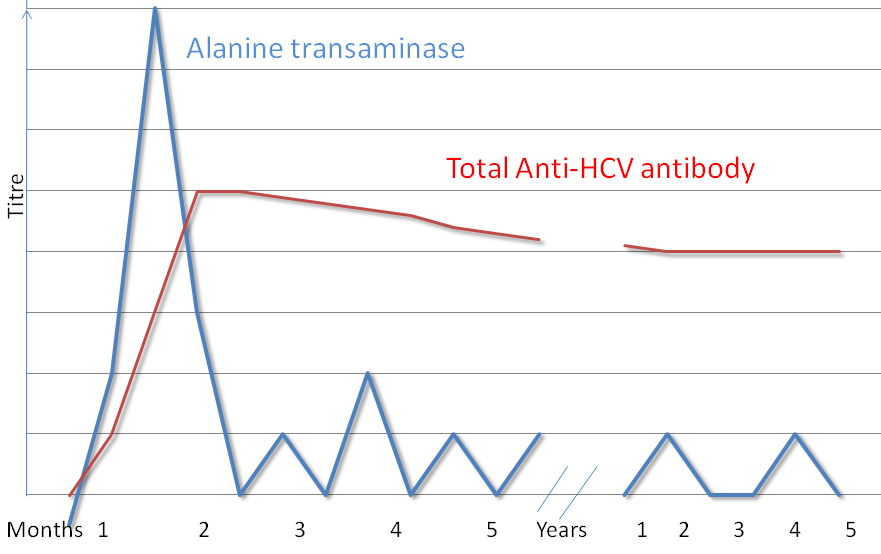
Profil serologic al infecției Hepatita C

Testele de diagnosticare a hepatitei C includ: anticorpi anti-HCV, ELISA, tehnica Western blot și ARN VCH cantitativ. Reacția de polimerizare în lanț poate detecta ARNul VHC la una sau două săptămâni după infecție în timp ce testele care depistează anticorpii pot detecta doar mai târziu infecția, pentru că formarea acestora durează mult mai mult.
Hepatita C cronică este o infecție cu virusul hepatitei C care persistă mai mult de șase luni pe baza prezenței ARN-ului acestuia. Dat fiind faptul că infecțiile cronice pot persista timp de zeci de ani fără simptome, medicii le descoperă de obicei în cadrul testelor serologice asociate examenului gastroenterologic sau în timpul examenelor de rutină la persoane cu risc înalt. Examenele nu fac deosebire între infecțiile acute și cele cronice.

### Teste hematologice
Testele pentru detectarea hepatitei C încep în mod tipic cu analizele de sânge cu scopul de a detecta prezența anticorpilor anti-VHC prin testul imunoenzimatic (test EIA). Dacă acest test este pozitiv, se realizează un al doilea test imunoenzimatic cu scopul de a confirma prezența anticorpilor și a determina gravitatea. Testele de tip RIBA (metoda recombinantă de imunoblot) confirmă prezența anticorpilor, în timp ce testele care fac apel la PCR (reacția în lanț cu polimerază) determină nivelurilor de ARN al VHC, și astfel determină gravitatea infecției. Dacă nu se detectează ARN și testul imunoblot este pozitiv, înseamnă că persoana a suferit o infecție anterioară, dar care a dispărut fie prin tratament, fie spontan; dacă testul imunoblot este negativ, testul imunoenzimatic a fost eronat. Rezultatele testului imunoenzimatic sunt pozitive abia după șase-opt săptămâni de la infectare.
Enzimele hepatice variază în stadiul inițial al infecției; în medie, acestea încep sa crească după șapte săptămâni de la infectare. Enzimele hepatice nu reprezintă indicatori fiabili ai gravității afecțiunii.

### Biopsie
Prin biopsia hepatică se poate determina gradul de afectare a ficatului, dar procedura presupune riscuri. Modificările tipice detectate prin biopsie sunt cele legate de limfocitele din țesutul hepatic, foliculii limfoizi din triada portală și modificările căilor biliare. Există o serie de analize de sânge prin care se poate determina gradul de afectare și care elimină necesitatea efectuării unei biopsii.

### Examinare
Doar 5–50% dintre persoanele infectate din Statele Unite și Canada au cunștiență de acest fapt. Se recomandă testarea în cazul persoanelor cu risc crescut, inclusiv al purtătorilor de tatuaje. De asemenea, examenele medicale sunt recomandate persoanelor cu valori crescute ale enzimelor hepatice, acesta fiind în mod frecvent singurul semn al hepatitei cronice. Examinarea de rutină nu este recomandată în Statele Unite. Totuși, în 2012, Centrul pentru controlul și prevenția bolilor (CDC) recomandă o examinare de rutină pentru cei născuți între anii 1945 și 1965.

## Prevenire
Până în anul 2011, nu există niciun vaccin pentru prevenirea hepatitei C. Vaccinurile de acest tip sunt în curs de dezvoltare, iar unele prezintă rezultate încurajatoare. Riscul de hepatită C în cazul persoanelor dependente de droguri cu administrare intravenoasă scade cu aproximativ 75% printr-o combinație de strategii preventive, cum ar fi programele de schimbare a acelor și de tratare a dependenței de droguri. Este importantă examinarea donatorilor de sânge la nivel național, precum și aderarea la precauțiile universale în cadrul centrelor medicale. În țările în care aprovizionarea cu seringi sterile este insuficientă, se recomandă prescrierea de medicamente pe cale orală și nu prin injectare.

## Tratament
Virusul HCV provoacă apariția infecției cronice la 50–80% dintre persoanele infectate. Între 70-80% de cazuri în care virusul este lăsat fără tratament, poate să ducă la: cancer de ficat, insuficiență hepatică sau ciroză. Aproximativ 40-80% dintre aceste cazuri se vindecă prin tratament. În cazuri rare, infecția se poate vindeca fără tratament. Persoanele cu hepatită C cronică trebuie să evite consumul de alcool și medicamente hepatotoxice și trebuie vaccinate împotriva hepatitei A și a hepatitei B. În cazul persoanelor cu ciroză trebuie efectuate ecografii cu ultrasunet pentru depistarea cancerului hepatic.

### Medicație
Persoanele cu anomalii ale ficatului în urma infecției diagnosticate cu VHC trebuie să urmeze tratament. Până în anul 2011 , tratamentul aprobat era o combinație de interferon pegilat și ribavirină, un medicament antiviral, pe o durată de 24 sau 48 de săptămâni, în funcție de tipul VHC. În cazul a 50–60% dintre pacienții tratați se obțin rezultate îmbunătățite. În anul 2011 au fost licențiate spre utilizare boceprevir⁠(d) și telaprevir⁠(d) pentru tratarea pacienților cu genotipul 1 al hepatitei. Combinația de boceprevir⁠(d) sau telaprevir⁠(d) cu ribavirină și peginterferon alfa îmbunătățește răspunsul antiviral în cazul pacienților cu genotipul 1 al hepatitei C. Tratamentul provoacă reacții adverse frecvente; jumătate dintre persoanele supuse tratamentului dezvoltă simptome caracteristice gripei, iar o treime prezintă probleme de ordin emoțional. Tratamentul în primele șase luni este mai eficient decât după cronicizarea hepatitei C. Dacă o persoană dezvoltă o infecție nouă care nu dispare după 8-12 săptămâni, se recomandă tratamentul cu interferon pegilat timp de 24 de săptămâni. În cazul persoanelor cu talasemie (o boală hematologică), ribavirina pare a fi benefică, dar crește necesitatea transfuziilor.
În anul 2014 au fost aprobate spre utilizare în Europa 3 noi medicamente antivirale cu acțiune directă: Sofosbuvir, Simeprevir⁠(d) și Daclatasvir⁠(d), ca parte a terapiilor combinate pentru tratarea hepatitei C.
Din anul 2015 pentru pacienții cu hepatită cronică C, incluzând pacienții fără ciroză și pacienții cu ciroză compensată (Child-Pugh A) există o plajă mai largă de combinații medicamentoase, tratamentul depinzând de genotipul/subgenotipul HCV, gradul de afectare al ficatului și/sau rezultatul terapiilor anterior utilizate. 
Medicamentele disponibile în Uniunea Europeană pentru tratarea hepatitei C începând cu anul 2015 sunt: 
- PegIFN-α2a
- PegIFN-α2b
- Ribavirină
- Sofosbuvir
- Simeprevir
- Daclatasvir
- Ledipasvir/Sofosbuvir
- Paritaprevir/ombitasvir/ritonavir
- dasabuvir⁠(d)

### Medicină alternativă
Partizanii medicinei alternative susțin că există câteva terapii alternative eficiente în combaterea hepatitei C, inclusiv armurariul (ciulinul laptelui), ginsengul și argintul coloidal. Totuși, nu s-a demonstrat eficiența niciunei terapii alternative în combaterea hepatitei C și nu există dovezi care să ateste faptul că terapiile alternative ar avea vreun efect asupra virusului.

## Prognostic
Răspunsurile la tratament variază în funcție de genotip. Se obține un răspuns susținut la aproximativ 40-50% dintre pacienții cu genotipul 1 al VHC care au urmat un tratament de 48 de săptămâni. Se obține un răspuns susținut în 70-80% dintre pacienții cu genotipurile 2 și 3 ale virusului HCV în urma unui tratament de 24 de săptămâni. Se obține un răspuns susținut în 65% din cazurile cu genotipul 4 cu tratament de 48 de săptămâni. Dovezile privind tratamentul în cazul genotipului 6 sunt nesemnificative, iar cele existente se referă la tratamentul de 48 de săptămâni cu doze identice celor pentru genotipul 1.

## Epidemiologie
| fară date <10 10-15 15-20 20-25 25-30 30-35 | 35-40 40-45 45-50 50-75 75–100 >100 |

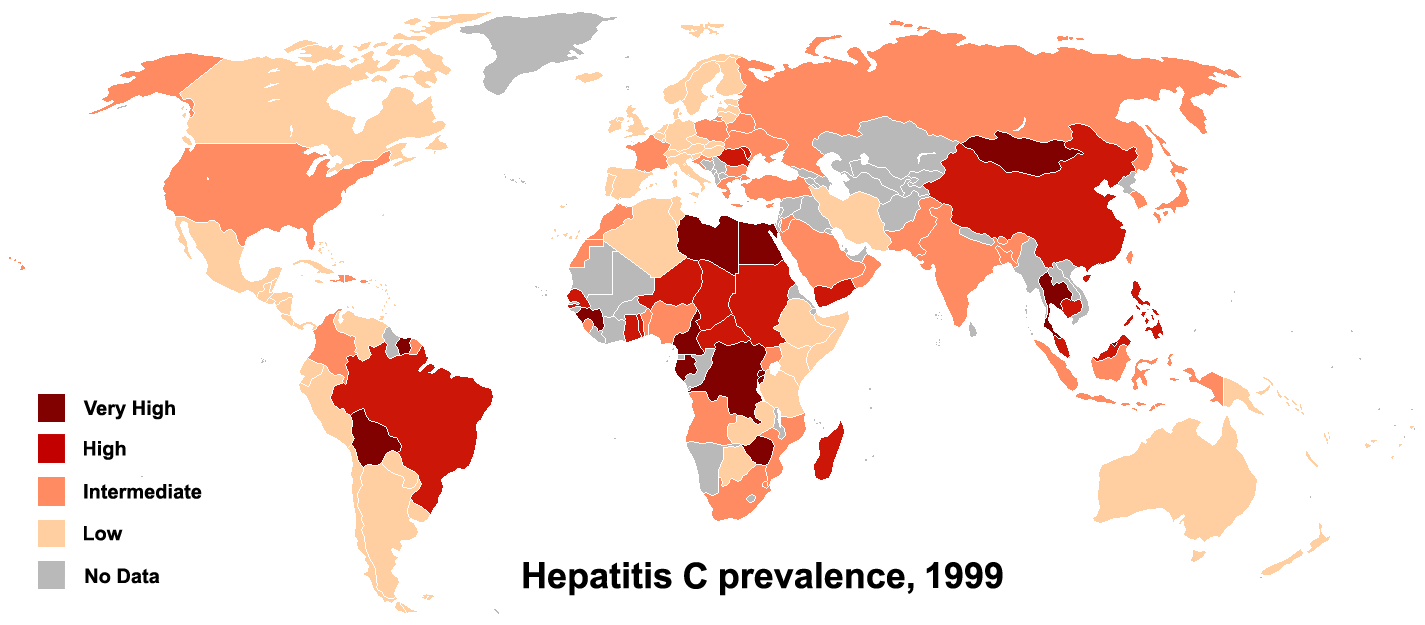
Incidența hepatitei C la scară globală în anul 1999

Anii de viață ajustați în funcție de incapacitate în cazul hepatitei C în anul 2004 per 100.000 de locuitori
fară date
<10
10-15
15-20
20-25
25-30
30-35
35-40
40-45
45-50
50-75
75–100
>100

Între 130 și 170 de milioane de persoane, adică ~3% din populația lumii suferă de hepatită C cronică. În fiecare an se înregistrează 3–4 milioane de cazuri noi, iar peste 350.000 de persoane mor anual din cauza unor afecțiuni induse de hepatita C. Rata incidenței a crescut substanțial în secolul al XX-lea datorită utilizării de droguri intravenoase combinată cu medicația intravenoasă sau utilizarea de echipamente medicale nesterilizate.
Aproximativ 2% din populația Statelor Unite suferă de hepatită C, înregistrându-se anual între 35.000 și 185.000 de cazuri noi. S-a înregistrat o scădere a incidenței bolii în țările vestice începând din anii '90, datorită îmbunătățirii examenelor hematologice înaintea tranfuziilor. Numărul anual de decese înregistrate în Statele Unite din cauza HCV variază între 8.000 și 10.000. Se preconizează o creștere a ratei mortalității datorită îmbolnăvirii și decesului persoanelor infectate în urma transfuziilor înainte de efectuarea testelor HCV.
Ratele de infectare sunt mai ridicate în unele țări din Africa și Asia. Printre țările cu rate de infectare foarte ridicate se numără Egiptul (22%), Pakistanul (4,8%) și China (3,2%). Incidența foarte ridicată în Egipt este legată de campania de tratament în masă, în prezent întreruptă, împotriva schistosomiazei, în care erau utilizate seringi din sticlă sterilizate necorespunzător.

## Istoric
La mijlocul anilor '70, Harvey J. Alter, directorul Secției de Boli Infecțioase din cadrul Departamentului de Medicină Transfuzională al Institutului Național de Sănătate din S.U.A., împreună cu echipa sa de cercetători, a demonstrat că majoritatea cazurilor de hepatită în urma transfuziilor sangvine nu sunt provocate de virusul hepatitei A sau al hepatitei B. În ciuda acestei descoperiri, eforturile de cercetare internaționale de a identifica virusul nu au avut succes în deceniul care a urmat. În 1987, Michael Houghton, Qui-Lim Choo și George Kuo din cadrul Chiron Corporation⁠(d), în colaborare cu Dr. D.W. Bradley din cadrul Centrului de control și prevenire a bolilor (CDC), au folosit o nouă abordare a clonării moleculare cu scopul de a identifica organismul necunoscut și a dezvolta un test de diagnostic. În anul 1988, Alter a confirmat virusul, verificând prezența acestuia într-un grup de specimene de hepatită non A non B. În aprilie 1989, știrea descoperirii VHC a fost publicată în două articole din revista Science. Descoperirea a dus la îmbunătățiri semnificative în stabilirea diagnosticului și administrarea tratamentului antiviral. În anul 2000, Dr. Alter și Dr. Houghton au primit Premiul Lasker pentru cercetare clinică medicală pentru „activitatea inovatoare care a dus la descoperirea virusului hepatitei C și dezvoltarea de metode de examinare care au redus riscul de hepatită asociată transfuziilor de sânge în Statele Unite de la 30% în 1970 la aproape zero în anul 2000.” 
Chiron a formulat numeroase cereri de brevetare a virusului și diagnosticării acestuia. În anul 1990, CDC a abandonat o cerere de brevet concurentă, după ce Chiron a plătit 1,9 milioane USD centrului CDC și 337.500 USD Dr. Bradley. În 1994, Dr. Bradley a dat în judecată corporația Chiron, solicitând anularea brevetului, includerea sa în calitate de co-inventator, precum și daune și venit din drepturile de autor. În 1998, Dr. Bradley a renunțat la proces după ce a pierdut în fața unei curți de apel.

## Societate și cultură
Alianța Mondială pentru Hepatită coordonează Ziua Mondială a Hepatitei, organizată anual la data de 28 iulie. Costurile economice ale hepatitei C sunt semnificative atât pentru individ cât și pentru societate. În Statele Unite, costul mediu pe viață al bolii a fost estimat la 33.407 USD în 2003, costul unui transplant de ficat fiind de aproximativ 200.000 USD în 2011. În Canada, costul unui tratament antiviral a fost de 30.000 CAD în 2003, în timp ce costurile în Statele Unite variau între 9.200 și 17.600 USD în 1998. Bolnavii din numeroase țări de pe glob nu își permit un tratament antiviral deoarece fie nu au asigurare medicală, fie asigurarea de care beneficiază nu le acoperă costurile unui asemenea tratament.

## Cercetare
În 2011, aproximativ o sută de medicamente pentru tratamentul hepatitei C sunt în curs de dezvoltare. Acestea includ vaccinuri de tratare a hepatitei, medicamente imunomodulatoare și inhibitori ai ciclofilinei. Aceste tratamente noi au fost posibile datorită unei mai bune înțelegeri a virusului hepatitei C.